# Zmuttbach
Der Zmuttbach ist ein rund 11 Kilometer langer Wildbach im Bezirk Visp des  Kanton Wallis. Er ist einer der Quellbäche der Mattervispa.

## Geographie
Der Bach wird grossteils vom nahe der italienischen Grenze liegenden Zmuttgletscher gespeist, ausserdem fliesst schon früh der Arbenbach zu.
Etwa vier Kilometern unterhalb wird er kurz vor dem zu Zermatt gehörenden Ortsteil Zmutt gestaut. Zusätzlich gelangt über einen Stollen Wasser aus der Gornera in diesen Stausee. 140 Millionen Kubikmeter des so gesammelten Wassers werden dort seit 1964 jährlich durch eine Pumpleitung dem Kraftwerk Grande Dixence zugeführt. Nach drei weiteren Kilometern vereinigt er sich mit der Gornera zur Mattervispa. Der Findelbach vereinigt sich 200 Meter weiter flussabwärts in die junge Matter Vispa.